# Samha
Samha (arab. سمحة) – wyspa w archipelagu Sokotra, na Oceanie Indyjskim, terytorialnie należąca do muhafazy Hadramaut w Jemenie.
Wyspa Samha jest najmniejszą z trzech zamieszkanych wysp archipelagu. Wioska znajduje się w zachodniej części północnego wybrzeża. Samha razem z sąsiadującą niezamieszkaną Darsą nazywane są Braćmi (Al Akhawain, arab. الإخوان). Cały archipelag został w 2008 roku wpisany na listę światowego dziedzictwa UNESCO.